# Ruteng
Ruteng ist eine indonesische Stadt im Westen der Insel Flores (Provinz Ost-Nusa Tenggara).

## Geographie
Ruteng ist der Hauptort des Regierungsbezirks (Kabupaten) Manggarai und bildet darin einen eigenen Distrikt (Kecamatan). 14 Kilometer nördlich von Ruteng befindet sich die Fossilienfundstätte Liang Bua, wo im September 2003 die Überreste von Homo floresiensis entdeckt wurden.

## Einwohner

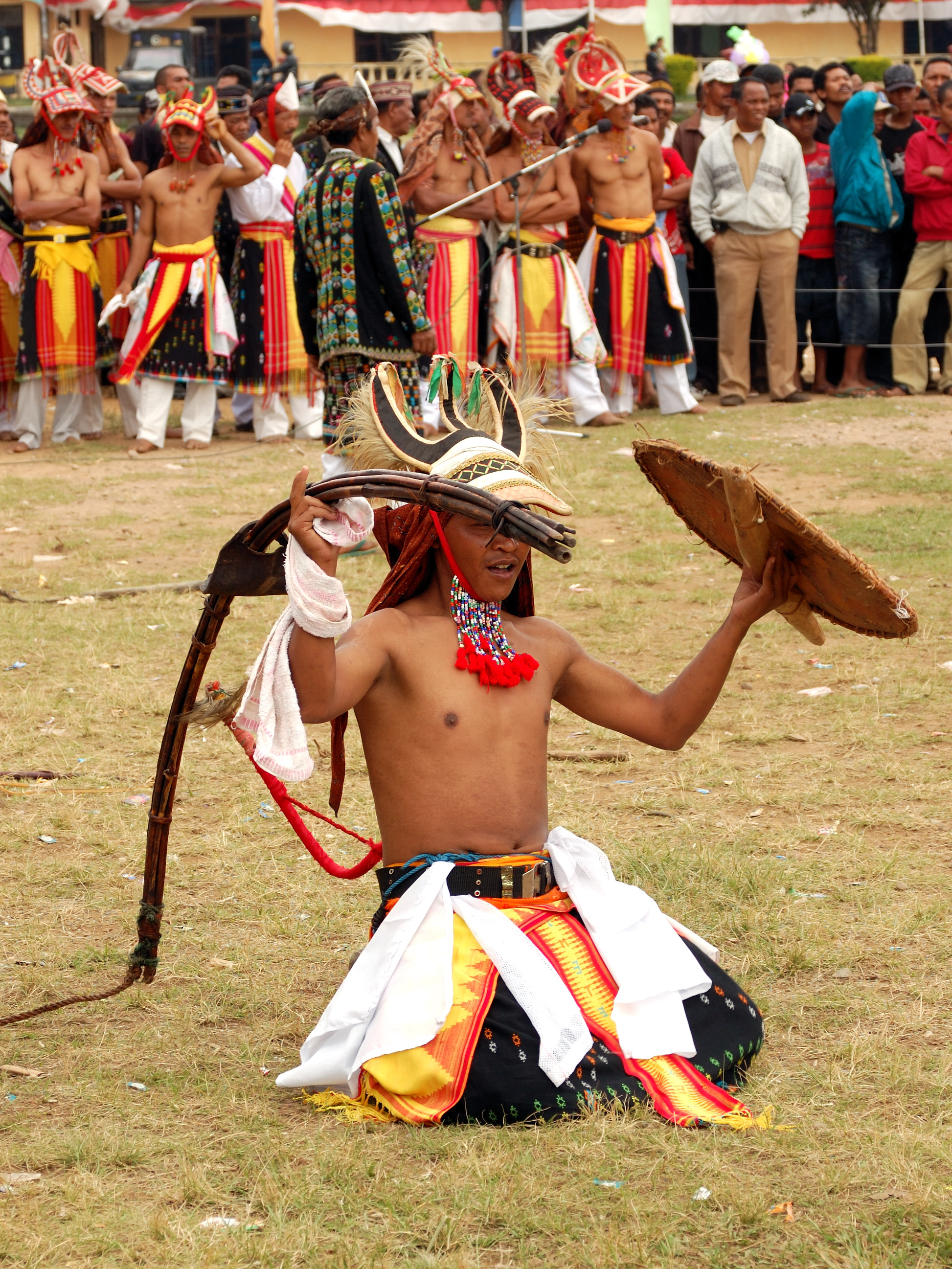
Ein Caci-Kämpfer

Die einheimischen Manggarai sind vor allem wegen ihres rituellen Peitschenkampfes caci bekannt, der heute auch eine Touristenattraktion ist. Die etwa 35.000 Einwohner sind mehrheitlich römisch-katholischen Glaubens.

## Infrastruktur

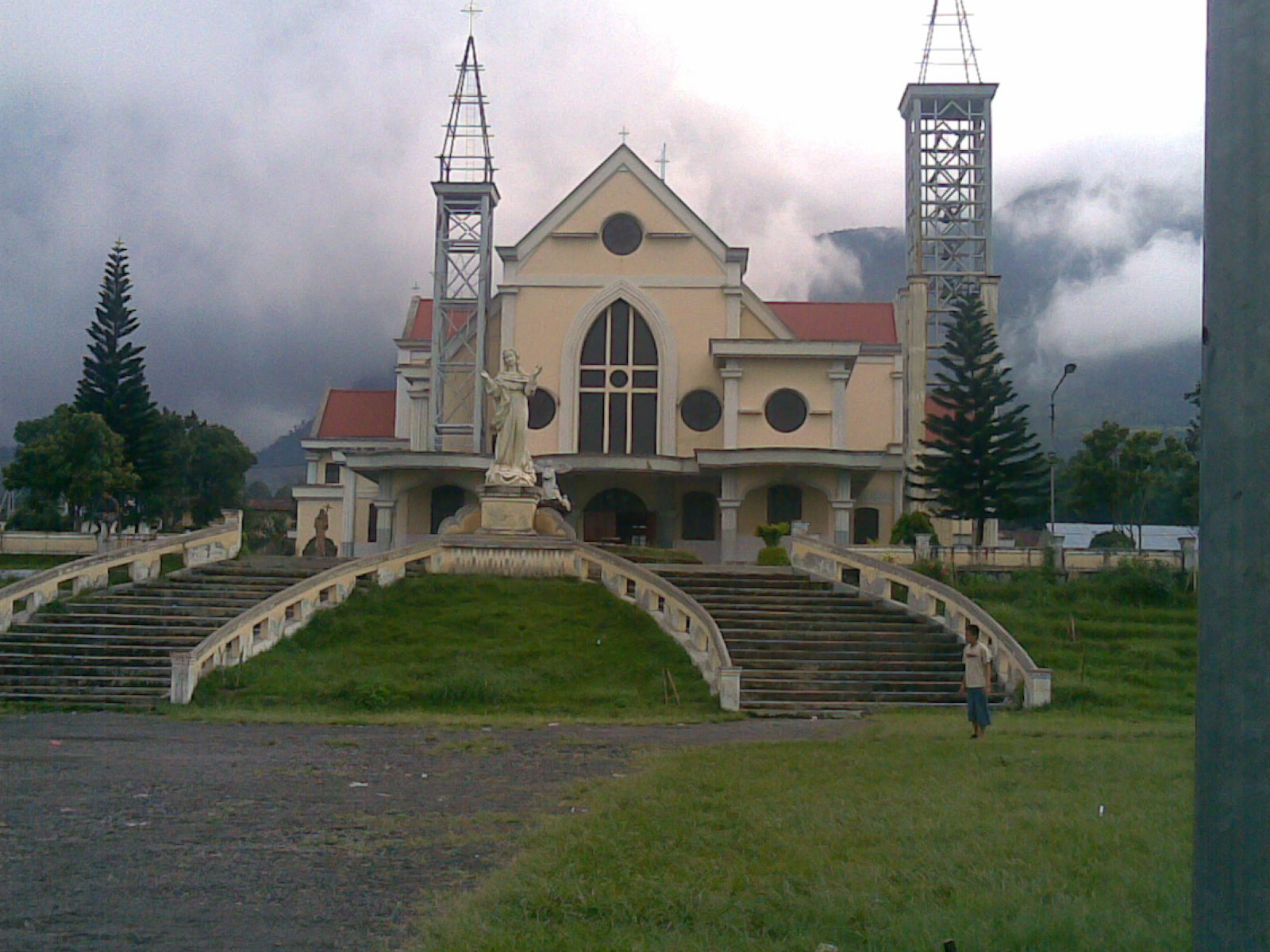
Kathedrale von Ruteng

Die Stadt verfügt über einen Flughafen. Der Flughafen Frans Sales Lega liegt zwei Kilometer vom Stadtzentrum entfernt. Ruteng ist Sitz des Bistums Ruteng. Hier befindet sich auch die Kathedrale des Bistums.